# Treasure (гурт)
Treasure (кор. 트레저, трансліт. Teurejeo; яп. トレジャー, латиніз.: Torejā; стілізується маюскулом) — південнокорейський бой-бенд, створений у 2019 році компанією YG Entertainment через реаліті-шоу на виживання YG Treasure Box (2018—2019). Гурт складається з дсяти учасників: Чхве Хьонсок, Чіхун, Йосі, Чонґю, Юн Джехьок, Асахі, Дойон, Харуто, Пак Чону та Сон Чонхван. Два колишніх учасники Масіхо та Бан Єдам покинули гурт у листопаді 2022. Treasure дебютували з сингл-альбомом The First Step: Chapter One (2020), що став першим у тетралогії альбомів, а їхні загальні продажі перевищили один мільйон копій протягом п'яти місяців.

## Кар'єра

### 2017–2019: Формування та діяльність перед дебютом
Після створення бой-бендів YG Entertainment Big Bang (2006), Winner (2014) та iKon (2015), чутки щодо їхнього наступного творіння поширювалися ще у 2017 році. Бан Єдам, який посів друге місце у K-pop Star 2 (2012–2013), був представлений у звітах як учасник молодого гурту, який був оголошений наймолодшим чоловічим виконавцем лейблу, що складається зі стажерів віком 15–17 років із середнім стажем навчання від чотирьох до п'яти років.

## Дискографія
- The First Step: Treasure Effect (2021)
- Reboot (2023)

## Фільмографія

### Телешоу
- YG Treasure Box (2018)[3]
- Treasure Map (2020—2022)[4][5]
- Shining Solo (2024)[6]

### Веб-шоу
- T.M.I (Treasure Maker Interaction) (2020–донині)[7]
- Fact Check (팩트체크) (2020, 2023–донині)[8]
- 3-Minute Treasure (3분 트레저) (2020, 2023–донині)[8]
- T-Talk (2020, 2023–донині)[8]
- Treasure Studio (2020—2021)[9][a]
- Find Your Korea (2021)[10][b]
- TMI Log (2021—2022)
- Treasure World Map (2023–донині)
- Re:all Treasure (2023–донині)
- Yellow Days (2025–донині)

### Веб-серіали
- It's Okay, That's Friendship (2021)[11][c]
- The Mysterious Class  (2021)[12]
- My BF is Treasure (2023)[13][d]